# Olivier Darbellay
Olivier Nicolas Darbellay (* 1974 in Bern) ist ein Schweizer Hornist.

## Leben
Darbtellay entstammt einer Musikerfamilie; sein Vater ist der Komponist Jean-Luc Darbellay (* 1946). Er studierte zunächst Violoncello bei Patrick Demenga und Peter Hörr sowie Horn bei Thomas Müller und David Johnson an der Hochschule für Musik und Theater Bern (Abschluss 1996). Weiterhin studierte er Horn bei Bruno Schneider an der Hochschule für Musik Freiburg im Breisgau (Abschluss 1998) und Naturhorn an der Schola Cantorum Basiliensis. Im Jahr 2000 wurde er mit internationalen Preisen ausgezeichnet.
Er trat bei zahlreichen Festivals auf, etwa beim Lucerne Festival, bei den Berliner Festwochen und beim Wratislavia Cantans. Auftritte als Solist hatte er mit mehreren Orchestern. Sein Schwerpunkt liegt neben der barocken bzw. klassischen auf der zeitgenössischen Musik. Er trat kammermusikalisch u. a. mit Joshua Bell, Akiko Suwanai, Sol Gabetta, Siegfried Palm, Konstantin Lifschitz, Heinz Holliger und Christoph Prégardien in Erscheinung. Ausserdem spielt er u. a. mit dem Collegium Novum Zürich, dem Bach Collegium Japan, dem Ensemble Contrechamps und dem Tafelmusik Baroque Orchestra Toronto zusammen. Darbellay brachte mehrere Stücke zur Uraufführung, so 2006 Holligers Duo Induuchlen für Naturhorn und Countertenor.
Er ist Solo-Hornist im Berner Symphonieorchester sowie im Kammerorchester Basel und im Gstaad Festival Orchestra. Überdies ist er als Dozent Berufsklassen an der Haute École de Musique in Lausanne und am Institut für Klassik und Kirchenmusik der Luzerner Musikhochschule tätig.

## Auszeichnungen
- 2000: Jeune Soliste de l’an 2000, Communauté des Radios publiques de langue française
- 2000: Erster Preis, Tribune Internationale des Jeunes Interprètes

## Diskographie (Auswahl)
- Jeune soliste de l’année 2000 (RSR 2000)
- Jean-Luc Darbellay: Résonances (Cascavelle 2003)
- 5 Octuors du XXème Siècle (Saphir Productions 2008)
- Grammont Sélection 1 (Musiques Suisses 2008)
- Matthias Arter: Solo Pieces 1993–2007 (Neos 2009)
- Heinz Holliger: Induuchlen (ECM 2011)
- Jean-Luc Darbellay: Jean-Luc Darbellay (Musiques Suisses 2011)
- Olivier Darbellay (Musiques Suisses 2011)
- Constellations Ardentes (Challenge Records 2017)